# イングリッシュ・ヴィレッジ
イングリッシュ・ヴィレッジ (English Village) とは、英語のみを用いるイマージョン・プログラムによって、学生が自国で英語を身につけられるようにする語学教育機関である。スペイン、イタリアでは民間企業によって、韓国では公営企業として運営されている。

## スペイン
2001年に初のイングリッシュ・ヴィレッジが、スペイン・ソリア県のValdelavillaに設けられた。

## イタリア
2005年、ウンブリア州にイタリア初のイングリッシュ・ヴィレッジが設けられた。

## 韓国
韓国のイングリッシュ・ヴィレッジは、英語教育の促進と、アメリカ文化についての意識の醸成を目的としている。2004年、京畿道の安山市に初めて開業し、さらに、ソウル近郊に追加で設置される計画もある。
イングリッシュ・ヴィレッジは、英語を母語とする外国人と、英語力の高い韓国人職員を活用している。韓国では、多くの家庭が子供を英語圏の国に留学させて、英語力を高めようとしているが、これが国内の富の流出につながっている。イングリッシュ・ヴィレッジはこのような損失を減らすとともに、低所得の家庭でも英語のイマージョン・プログラムを受けられるようにすることを目指している。ただし、イングリッシュ・ヴィレッジが経済面で効率的であるかどうかについては、多くの疑問もある。
夏や冬の長期休暇の1ヶ月間に集中して行うプログラムや、1日、1週間単位のプログラムなどがある。英字新聞社であるコリア・ヘラルドも、カリキュラムの開発などに関与している。